# Unfaithful
Singles de Rihanna
SOS
(2006) We Ride
(2006)
Pistes de A Girl like Me
Kisses Don't Lie We Ride
Unfaithful est une chanson de l'artiste barbadienne Rihanna issue de son second album studio A Girl like Me (2006). Écrite par Ne-Yo, Mikkel S. Eriksen et Tor Erik Hermansen, la chanson est d'abord intitulée Murderer et parle d'une femme qui regrette d'avoir trompé son partenaire. Unfaithful est une ballade pop avec quelques éléments R&B qui s'inspire des chansons du groupe Evanescence. Elle est le second single de l'album et sort le 8 avril 2006 sous le label Def Jam.
Unfaithful reçoit des critiques mitigées ; beaucoup saluent la performance alors que d'autres critiquent les paroles. La chanson atteint le top 10 des hits-parades de 19 pays, Royaume-Uni inclus où il s'agit du troisième top 10 de la chanteuse. Unfaithful atteint la sixième place du Billboard Hot 100. Elle est certifiée triple disque de platine par la Recording Industry Association of America (RIAA) pour la vente de trois millions d'exemplaires.
Le clip est réalisé par Anthony Mandler et est diffusé en mai 2006. Il montre Rihanna dans un triangle amoureux dans lequel elle n'arrive pas à choisir entre son mari et son amant, et regrette d'avoir trompé son mari. Unfaithful devient une chanson habituellement interprétée par Rihanna. En 2006, elle la reprend lors des MOBO Awards et World Music Awards. Elle l'ajoute à trois de ses tournées : The Good Girl Gone Bad Tour (2007-2009), Last Girl on Earth Tour (2010-2011) et Loud Tour (2011).

## Genèse et sortie

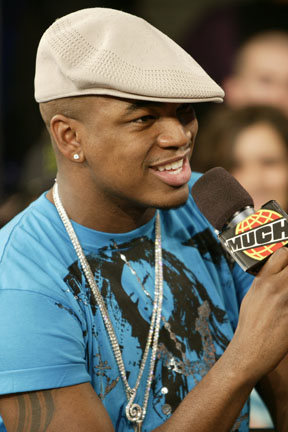
Le chanteur américain Ne-Yo co-écrit Unfaithful avec Eriksen et Hermansen, qui produisent la chanson sous leur nom de scène, Stargate.

Après avoir déménagé aux États-Unis, Rihanna signe un contrat avec Def Jam Recordings, et publie son premier album, Music of the Sun (2005). L'album s'inspire de la musique caribéenne (soca, dancehall et reggae) ainsi que de la dance-pop et du R&B. Dans une interview pour MTV, Rihanna dit que quand elle est arrivée aux États-Unis, elle a été exposée à plusieurs types de musiques qu'elle n'avait jamais entendu, comme le rock, qu'elle incorpore dans son second album studio, A Girl like Me (2006).
Alors qu'elle enregistre son premier album en 2005, Rihanna rencontre Ne-Yo pour la première fois mais ils ne peuvent pas collaborer. Elle a eu envie de travailler avec lui dès qu'elle a entendu Let Me Love You de Mario, écrite par Ne-Yo. Quand elle commence à enregistrer A Girl Like Me, elle a voulu collaborer avec lui. Elle dit : « Pour le second album, j'ai dit : « Vous savez quoi ? Je veux travailler avec ce Ne-Yo » ». Nous sommes allés dans le studio et nous avons travaillé la chanson,. Ne-Yo et le duo Stargate écrivent Unfaithful. Rihanna dit que c'est « un nouveau terrain pour elle » car c'est une ballade. Elle est produite par Stargate et enregistrée dans les studios Battery and Avatar Studios à Bronxville et Digital Insight Recordings Studios à Las Vegas. Unfaithful est mixée par Phil Tan et Makeba Riddick sur la voix.
Unfaithful est le second single de A Girl Like Me après le numéro un SOS. La chanson est disponible en téléchargement au Canada le 20 juin 2006. Aux États-Unis, la chanson est envoyée aux radios urbaines le 29 juin 2006.

## Composition
Unfaithful est une ballade pop et R&B qui dure trois minutes et 46 secondes. Selon la partition publiée par Universal Music Publishing Group, elle est composée dans la tonalité de Sol mineur avec une mesure en 4/4 et un groove lent. La voix de Rihanna s'étend des notes Fa3 à Do4. Au départ, Unfaithful est une chanson sombre et morose, inspirée par le groupe Evanescence et initialement intitulée Murderer. Hermansen et Eriksen collaborent pour la mélodie d'Unfaithful. Au début, la structure de la chanson est construite autour d'un piano puis des percussions et des cordes qui surviennent après. Les cordes sont arrangées par Robert Mouncey. Lors d'une interview pour Sound on Sound, Eriksen dit : « J'ai trouvé ça naturel que le son ne soit pas aussi réaliste que celui des cordes mais plus sur le choix des notes ainsi que de la façon dont on utilise les cordes ».
Selon Brandee J. Tecson de MTV News, Unfaithful est une « ballade aigre-douce » qui montre une nouvelle facette de Rihanna. Lors d'une interview pour la chaîne, Rihanna que dans les paroles elle se réfère à un meurtrier. « Je prends la vie de ce gars en le blessant, en le trompant. Il le sait et ça le rend malade ». Elle poursuit : « On dit toujours que ce sont les hommes qui trompent et finalement quelqu'un déclare : les filles trompent aussi ». Lors d'une interview pour NewsDay, elle dit que Unfaithful est « née d'une relation qu'elle a rompue à quatorze ans ». Elle ajoute que la nature de cette relation n'était pas physique. Quentin B. Huff de PopMatters critique les paroles qu'il trouve bien intentionées mais avec « beaucoup de mélodrame » et « un manque de remords ».

## Accueil

### Critique

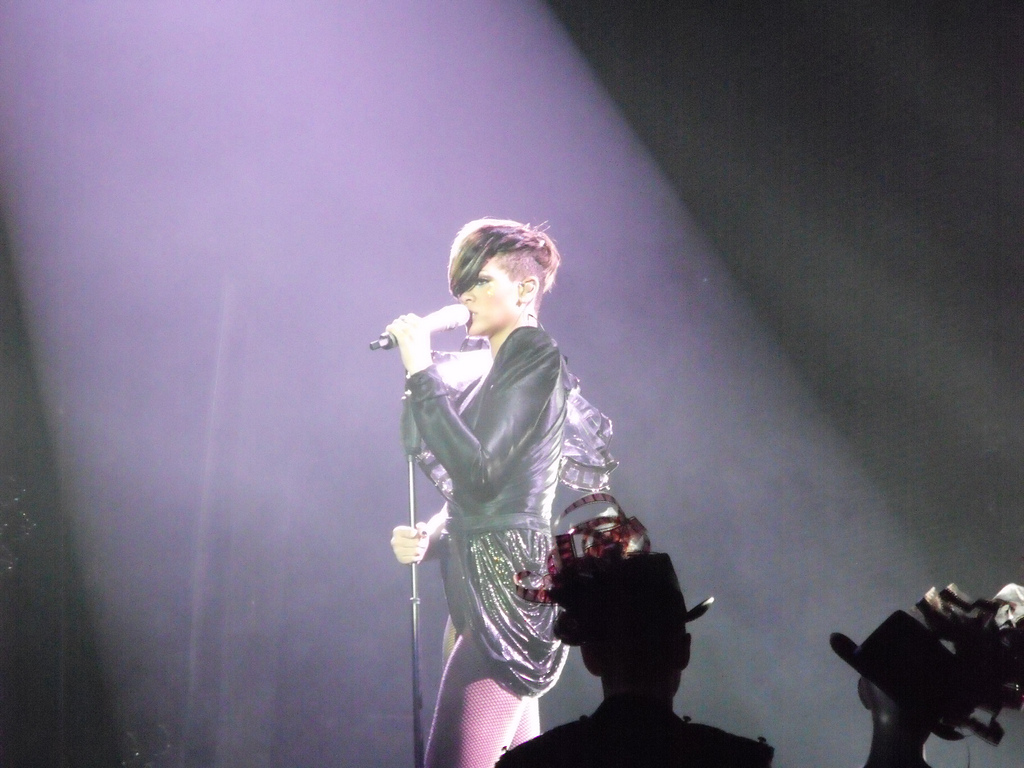
Rihanna interprétant Unfaithful lors du Last Girl on Earth Tour.

Unfaithful reçoit des avis mitigés de la part de la presse. Kelefa Sanneh de The New York Times décrit Unfaithful comme « une lamentation pop profondément absurde — mais pas désagréable ». Quentin B. Huff de PopMatters commente que Unfaithful est une ballade avec de bonnes intentions calée avec des pianos et cordes dramatiques. Sal Cinquemani de Slant Magazine déclare : « La mélodramatique ballade Unfaithful chargée de cordes est, et rien d'autre, un second single ambitieux pour une artiste comme Rihanna  et avec des paroles comme « I don't want to be a murderer/Our love, his trust/I might as well take a gun and put it to his head », elle gagne des points bonus juste parce que c'est bizarre ». Steve Jones de USA Today écrit que si les autres ballades de l'album ne sont pas aussi puissantes, « Unfaithful, dans laquelle Rihanna parle des conséquences de sa propre tromperie, montre de la profondeur ». Celia San Miguel de Vibe loue Unfaithful, déclarant que cela donne à Rihanna « un nouveau charisme, une gamme vocale solide et son habileté à transmettre des émotions profondément ancrées avec aise ». Dan Charnas de The Washington Post décrit le single comme un « compte honnête de malhonnêteté ». Un journaliste de Billboard compare Unfaithful à des chansons de Beyoncé et conclut que la chanson révèle Rihanna comme « une jeune vocaliste qui grandit d'elle-même ». Dans un article sur Ne-Yo, Maura d'Idolator considère Unfaithful et Irreplaceable comme « des triomphes agréables ».
Unfaithful est à la huitième place des chansons de l'été par Billboard. En 2011, le magazine place la chanson à la quinzième place des vingt tubes de Rihanna. Le magazine Rap-Up la classe à la neuvième place des dix chansons de 2006. Unfaithful remporte les prix « Chanson de l'année » et « Meilleur single R&B/Soul » lors des Barbados Music Awards. Elle gagne aussi le prix de la meilleure chanson internationale lors des NRJ Music Awards.

### Commercial
Unfaithful entre à la 51e place du Billboard Hot 100 le 13 mai 2006, la même semaine où SOS est numéro un. Unfaithful atteint la sixième place le 22 juillet après dix semaines de présence et devient le troisième top 10 de la chanteuse. Le 29 juillet, Unfaithful est numéro un du Hot Dance Club Songs, devenant son troisième numéro un. La chanson est certifiée triple disque de platine par la Recording Industry Association of America (RIAA) pour la vente de 3 000 000 d'exemplaires. Unfaithful rencontre plus de succès au Canada où elle arrive en tête des ventes. En Australie, la chanson débute en seconde place le 30 juillet. Elle est certifiée disque d'or par l'Australian Recording Industry Association (ARIA) pour la vente de 35 000 exemplaires. La même semaine, Unfaithful entre en cinquième position du hit-parade néo-zélandais. La semaine suivante, elle culmine à la quatrième place et y reste trois semaines.
En Europe, Unfaithful atteint le top 10 de quatorze pays. La chanson rencontre le plus de succès en Hongrie et en Suisse où elle est numéro un et devient le premier numéro un de la chanteuse dans ces deux pays,. En Suisse, Unfaithful est certifiée disque d'or par l'International Federation of the Phonographic Industry (IFPI) pour la vente de 15 000 exemplaires. En Norvège, elle entre à la 18e place du hit-parade, atteint la seconde position au bout de six semaines et y reste pendant deux semaines. Unfaithful entre à la huitième place du classement autrichien puis culmine à la seconde place et reste 27 semaines dans le hit-parade. Le single est numéro deux en Allemagne, Irlande et Wallonie, numéro trois au Danemark, en Flandre et République tchèque, numéro cinq en Slovaquie, numéro six en Suède, numéro sept en France et Pays-Bas. Dans le UK Singles Chart, Unfaithful débute au seizième rang le 22 juillet 2006 et la semaine suivante, elle grimpe au second rang. Unfaithful rentre à nouveau dans le hit-parade en 2010 et 2011 et atteint les 31e et cinquantième positions. Plus de 315 000 exemplaires se sont vendus au Royaume-Uni.

## Clip vidéo
Le clip d'Unfaithful est réalisé par Anthony Mandler, filmé en mars 2006. Après leur travail sur Unfaithful, Mandler devient un proche collaborateur de Rihanna et réalise la plupart de ses clips (Disturbia (2008) et Russian Roulette (2009). La vidéo est diffusée sur MTV le 1er mai 2006.
Lorsque le clip commence, Rihanna marche vers le miroir de sa loge et se prépare à un concert. On entrevoit également Rihanna avec son copain dans un restaurant. Alors qu'ils discutent, celui-ci quitte la table pendant un moment tandis qu'elle regarde les autres tables. Un client écrit une note et la donne à un autre serveur qui la passe à Rihanna qui la regarde et la cache rapidement sous la table alors que son copain revient. Rihanna commence à chanter alors qu'elle quitte sa loge et se dirige sur scène où elle continue à chanter tandis qu'un homme joue du piano. La salle est vide comme si Rihanna répétait.
On aperçoit ensuite Rihanna danser autour d'un piano alors que le pianiste joue toujours. Alors que son copain dort, Rihanna envoie un texto à son amant : « B down in 5 ». Elle sort dans la rue et entre dans une voiture où se trouve son amant qui n'est autre que le client qui a écrit la note et celui qui joue du piano. Alors que la chanson continue, elle embrasse à regret son amant près du piano. Après les répétitions, Rihanna quitte la salle et rejoint son copain qui l'attend dans sa voiture. Rihanna l'étreint et pleure. MTV Australia note sur le thème du clip : « Les trompeurs sont toujours brisés. Et cette fois, Rihanna chante sur le fait d'être tiraillée entre les deux. Lettres secrètes, des soupçons, des cœurs brisés... Oh, le drame. Et elle joue bien ».

## Interprétations scéniques

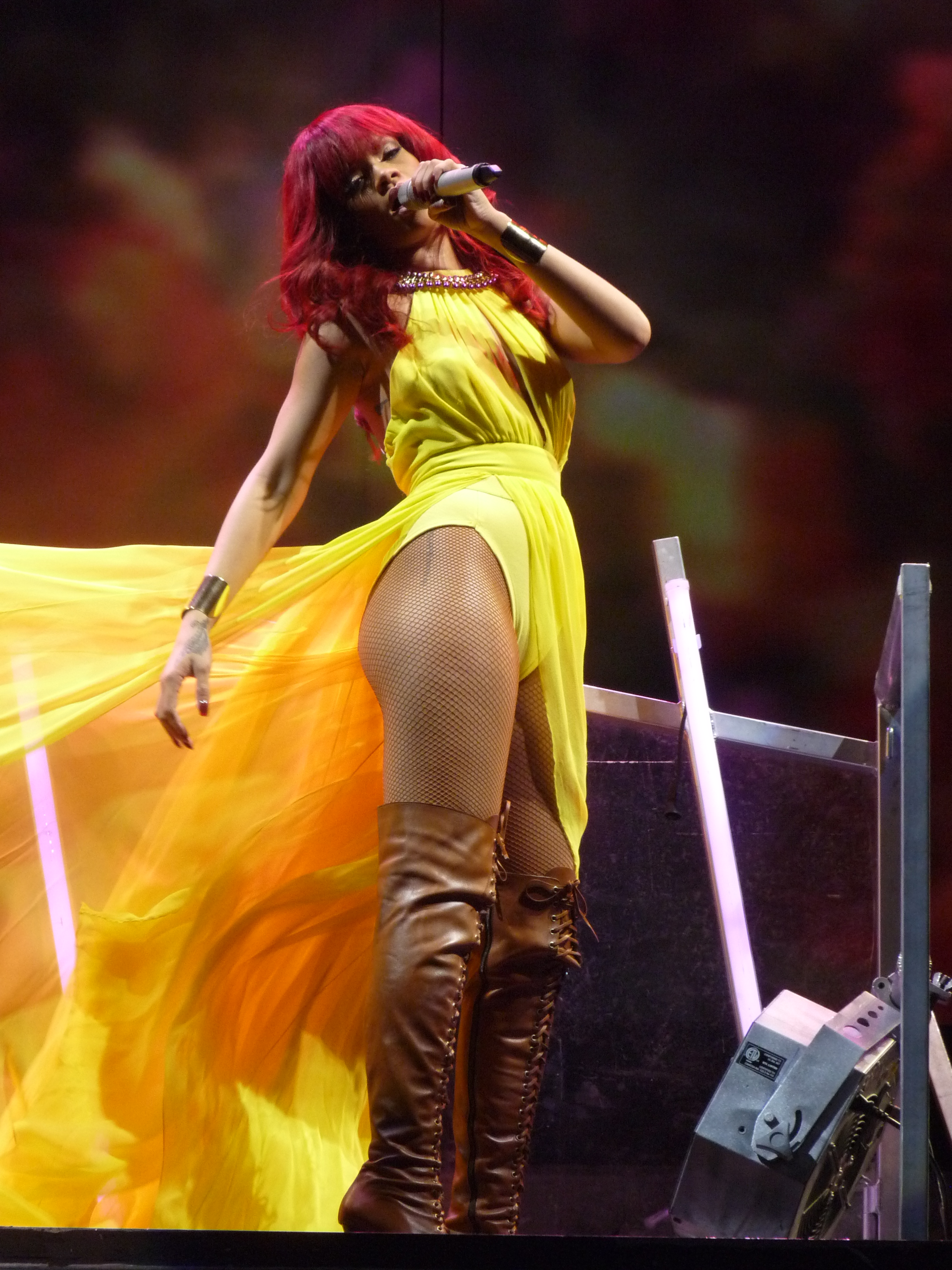
Rihanna lors du Loud Tour en 2011.

Depuis sa sortie, Rihanna interprète souvent Unfaithful. Le 27 juillet 2006, Rihanna l'interprète dans l'émission Total Request Live. Rihanna ouvre les MOBO Awards le 20 septembre 2006 au Royal Albert Hall avec cette chanson. Le 15 novembre 2006, elle interprète la piste aux World Music Awards à Londres. Elle porte une robe violette. La chanson fait aussi partie de la tournée Rihanna: Live in Concert Tour (2006). Le 7 juillet 2007, Rihanna chante avec d'autres artistes aux Live Earth Concerts contre le réchauffement climatique. Elle chante Unfaithful, Shut Up and Drive et Umbrella.
Unfaithful est la douzième chanson du The Good Girl Gone Bad Tour (2007-2009), sa première grosse tournée. Rihanna fait l'ouverture de quelques concerts de la tournée Glow in the Dark Tour (2008-2009). Elle interprète Unfaithful avec quelques chansons de l'album Good Girl Gone Bad : Umbrella, Shut Up and Drive et Don't Stop the Music. Après la sortie de son album Rated R en 2009, Rihanna participe à un concert promotionnel de Nokia au Brixton Academy de Londres. Elle interprète Russian Roulette, Wait Your Turn et Hard du dernier album, la dernière avec Young Jeezy. Elle reprend quelques-unes de ses anciennes chansons comme Unfaithful, Disturbia, Don't Stop the Music et Take a Bow.
En 2010, Rihanna continue à promouvoir l'album Rated R en embarquant dans sa seconde tournée mondiale : Last Girl on Earth Tour (2010-2011). Unfaithful est la treizième chanson de la tournée et Rihanna chante sur une scène avec des rideaux rouges de style baroque au fond. Le 11 décembre 2010, Rihanna interprète son nouveau single What's My Name? lors de la septième saison de The X Factor. Elle interprète Unfaithful  avec le finaliste Matt Cardle. En 2011, Rihanna embarque dans la tournée Loud Tour, sa troisième tournée mondiale. Unfaithful est la quatorzième chanson. Rihanna chante sur une scène surélevée et porte une robe jaune soufflée par un éventail. Jon Bream de Star Tribune dit qu'elle « ressemble à Céline Dion interprétant My Heart Will Go On sur le pont du Titanic ». Jules Boyle de Daily Record dit que « des pistes comme Unfaithful ou Hate That I Love You sont proprement épiques et accompagnées d'un vrai groupe de rock ».

## Classements et certifications
| Pays (2006)                             | Meilleure position |
| --------------------------------------- | ------------------ |
| Allemagne (Media Control AG)            | 2                  |
| Australie (ARIA)                        | 2                  |
| Autriche (Ö3 Austria Top 40)            | 2                  |
| Belgique (Flandre Ultratop 50 Singles)  | 3                  |
| Belgique (Wallonie Ultratop 50 Singles) | 2                  |
| Canada (Canadian Singles Chart)         | 1                  |
| Danemark (Tracklisten)                  | 3                  |
| Europe (Hot 100)                        | 2                  |
| Finlande (Suomen virallinen lista)      | 13                 |
| France (SNEP)                           | 7                  |
| Hongrie (Rádiós Top 40)                 | 1                  |
| Hongrie (Dance Top 40)                  | 12                 |
| Hongrie (Single Top 40)                 | 10                 |
| Irlande (IRMA)                          | 2                  |
| Italie (FIMI)                           | 14                 |
| Norvège (VG-lista)                      | 2                  |
| Nouvelle-Zélande (RMNZ)                 | 4                  |
| Pays-Bas (Single Top 100)               | 9                  |
| Tchéquie (IFPI Rádio)                   | 3                  |
| Royaume-Uni (UK Singles Chart)          | 2                  |
| Royaume-Uni (UK R&B Chart)              | 1                  |
| Slovaquie (IFPI Rádio)                  | 5                  |
| Suède (Sverigetopplistan)               | 6                  |
| Suisse (Schweizer Hitparade)            | 1                  |
| États-Unis (Hot 100)                    | 6                  |
| États-Unis (Dance Club Songs)           | 1                  |
| États-Unis (R&B/Hip-Hop Songs)          | 18                 |
| États-Unis (Pop Airplay)                | 2                  |

| Pays       | Certification |
| ---------- | ------------- |
| Australie  | Or            |
| Belgique   | Or            |
| Danemark   | Platine       |
| Suède      | Or            |
| Suisse     | Or            |
| États-Unis | 3 × Platine   |

| Pays (2006)   | Position |
| ------------- | -------- |
| Allemagne     | 5        |
| Australie     | 19       |
| Autriche      | 16       |
| Belgique (Nl) | 21       |
| Belgique (Fr) | 14       |
| France        | 49       |
| Irlande       | 14       |
| Pays-Bas      | 33       |
| Royaume-Uni   | 23       |
| Suède         | 83       |
| Suisse        | 6        |
| États-Unis    | 28       |

| Pays (2000-2009) | Position |
| ---------------- | -------- |
| Allemagne        | 43       |